# Barc
Barc – miejscowość i gmina we Francji, w regionie Normandia, w departamencie Eure.
Według danych na rok 1990 gminę zamieszkiwało 766 osób, a gęstość zaludnienia wynosiła 67 osób/km² (wśród 1421 gmin Górnej Normandii Barc plasuje się na 312. miejscu pod względem liczby ludności, natomiast pod względem powierzchni na miejscu 272.).